# Lettres à Malesherbes
Les quatre Lettres à Malesherbes écrites par Jean-Jacques Rousseau les 4, 12, 26 et 28 janvier 1762 constituent un ensemble indissociable de justifications de ses choix de vie.

## Contexte
Jean-Jacques Rousseau est alors sous la protection du maréchal et de la maréchale de Luxembourg, mais vit en solitaire à Montmorency. Ses anciens amis philosophes ont déjà pris leur distance et Jean-Jacques croit déceler un complot pour retarder l'édition en cours de l'Émile et Du Contrat social. De plus Rousseau, depuis toujours de santé fragile, est dans une phase aigüe de la maladie de la pierre et craint pour sa vie.
C'est dans cette période critique que Malesherbes alors directeur de la Librairie lui écrit une longue lettre pour le rassurer sur le cours de l'édition jusqu'à se compromettre et lui faire savoir toute sa sympathie.
Rousseau lui répond par ses quatre longues lettres justifiant son choix de solitude par un profond appel de la nature. Il révèle pour la première fois, comment lui est venu l'illumination de son premier discours sur la route de Vincennes en allant voir Diderot emprisonné, scène qu'il reprendra dans ses Confessions.
Ces lettres, écrites d'un seul jet selon l'auteur, sont considérées comme un texte littéraire de très grande qualité et Sainte-Beuve dira que Rousseau n'a rien écrit d'aussi beau.

## Postérité
Les quatre lettres forment une première expérience d'essai autobiographique pour Rousseau. Plus tard, la plupart de ses idées se retrouveront dans ses Confessions et dans les dialogues Rousseau juge de Jean-Jacques. L'ensemble des lettres est réuni dans un livre initulé Oeuvres de J. J. Rousseau. Quatre lettres à M. le président de Malesherbes publié en 1817.